# God Shammgod
God Shammgod, precedentemente noto come Shammgod Wells (New York, 29 aprile 1976), è un ex cestista e allenatore di pallacanestro statunitense, professionista nella NBA, in Europa e in Asia.

## Carriera
È stato selezionato dai Washington Bullets al secondo giro del Draft NBA 1997 (45ª scelta assoluta).

## Palmarès
- McDonald's All-American Game (1995)